# 反法西斯主義

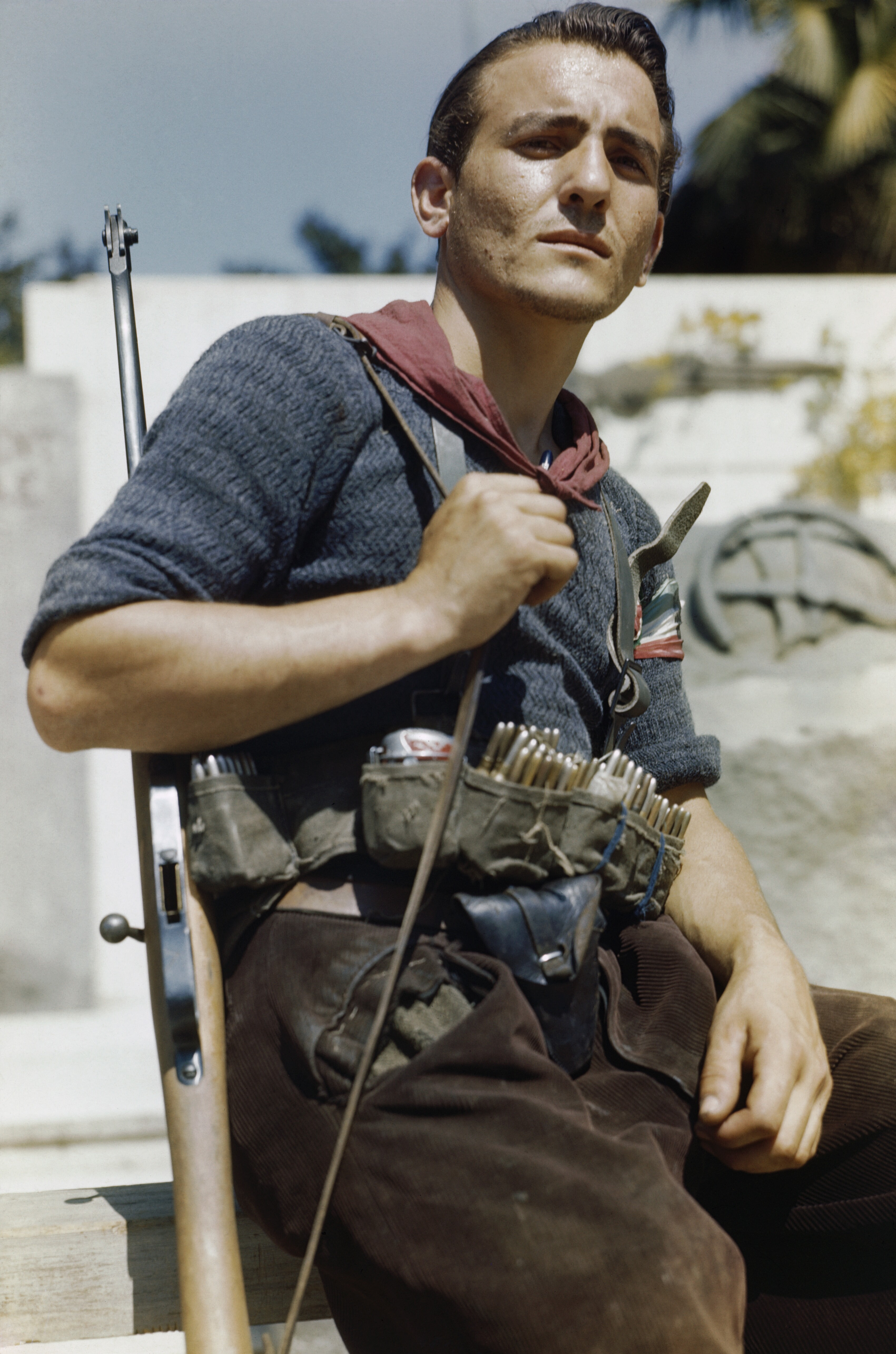
佛罗伦萨的一名意大利游击队员，摄于1944年8月14日

反法西斯主義是反對法西斯的意識形態，致力於打擊主張法西斯主義的個人和團體。第二次世界大戰期間的抵抗運動，大部份為反法西斯主義。

## 法國
於1920年代至1930年代的法國，反法西斯主義者主要面對的是極右派，例如法兰西运动。

## 意大利
在意大利王國，首相貝尼托·墨索里尼統治下的法西斯政權使用“反法西斯”一詞描述其對手。墨索里尼的秘密警察非正式名為“警戒与镇压反法西斯主义组织”。
在20世紀20年代，反法西斯主義者大多為勞工運動，他們反對黑衫軍暴力和墨索里尼的崛起。在意大利社會黨與國家法西斯黨於1921年8月3日簽訂協議後，工會開始採取法條主義和安撫勞工的策略，勞工運動中反對這一策略的成員組成了人民阿迪蒂突击队。意大利共產黨開始命令其成員退出採取溫和政策的相關組織，勞工總聯合會和意大利社會黨則拒絕正式承認反法西斯民兵。意共組織了一些激進組織，但他們的行動規模相對較小，黨本身則保持了非暴力和法條主義戰略。自1922年向羅馬進軍以來自我放逐至阿根廷的意大利無政府主義者塞韋里諾吉奧瓦尼，也發動過針對意大利法西斯社區的幾次爆炸事件。
意大利自由主義反法西斯人士贝内德托·克罗齐編寫了反法西斯知識分子的宣言，並於1925年出版。另有一位值得注意的意大利自由主義反法西斯主義者皮埃爾·戈貝蒂。
1920年至1943年間，一些反法西斯運動的人積極活動於威尼斯朱利亞、義大利佔領下的斯洛維尼亞西部和義大利的傀儡政权/保護國克羅埃西亞獨立國。其中最具影響力的是激進叛亂組織威尼斯朱利亞革命组织 (TIGR)，它造成了大量破壞和針對法西斯黨派和義大利軍隊人士的刺殺。該組織的大部分地下據點在1940年和1941年被OVRA摧毀，1941年6月之後，大部分仍在活躍的成員加入了斯洛文尼亞游擊隊。
在第二次世界大戰期間，意大利抵抗者的許多成員離開其居住地，活躍在山地地區，與意大利王國和納粹德國作戰。在二戰末期，意大利的許多城市——包括都靈，那不勒斯和米蘭——被反法西斯主義者的起義解放。

## 共产党执政的国家
蘇聯及中国長期都將第二次世界大戰定位為「反法西斯戰爭」。
北韓也把韓戰定位為反法西斯戰爭。东德政府对柏林墙所使用的官方名称是“反法西斯防卫墙”。